# Villa Nougués
Villa Nougués è una città dell'Argentina, appartenente alla provincia di Tucumán, situata a 45 km dal capoluogo provinciale San Miguel de Tucumán.